# Burbank, Santa Clara County, Kalifornien
Burbank är en ort i Santa Clara County i delstaten Kalifornien, USA.